# ووشتنروت
ووشتنروت (به آلمانی: Wüstenrot) یک شهر در آلمان است که در هایلبرون واقع شده‌است. ووشتنروت ۶٬۸۲۳ نفر جمعیت دارد.